# Griseldis Wenner

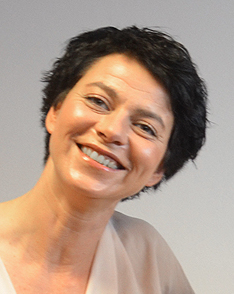
Griseldis Wenner, 2016

Griseldis Wenner (* 17. Juni 1970 in Meerane) ist eine deutsche Fernsehmoderatorin, Schauspielerin, Kabarettistin und Vorleserin.

## Leben
Wenner studierte von 1990 bis 1995 Sprechwissenschaft an der Martin-Luther-Universität in Halle (Saale). Bereits während ihres Studiums arbeitete sie ab 1993 als Nachrichtensprecherin und Moderatorin bei Radio Dresden und SAT.1. Von 1995 bis 2008 moderierte sie das ARD-Boulevardmagazin Brisant. Sie wurde 2001 mit dem Bambi und 2003 mit der Goldenen Kamera ausgezeichnet. Am 20. Juni 2008 führte sie zum letzten Mal durch Brisant. Von 2008 bis 2016 moderierte sie im MDR Fernsehen gemeinsam mit Axel Bulthaupt die Talkshow Unter uns – Geschichten aus dem Leben.

## Filmografie (Auswahl)
- 1999:  Polizeiruf 110 – Mordsfreunde (Fernsehreihe)
- 2001: In aller Freundschaft (Fernsehserie, eine Folge)
- 2002: Im Namen des Gesetzes (Fernsehserie, eine Folge)
- 2002: Unser Papa, das Genie
- 2004: Der Job seines Lebens 2 – Wieder im Amt
- 2004–2007: Schloss Einstein (Fernsehserie, fünf Folgen)
- 2011: SOKO Leipzig (Fernsehserie, eine Folge)
- 2011: Wie erziehe ich meine Eltern? (Fernsehserie, zwei Folgen)